# Postrzelony detektyw
Postrzelony detektyw (tytuł oryg. Sun taam) – hongkoński film komediowo–kryminalny w reżyserii Johnniego To i Wai Ka-Fai, którego premiera odbyła się 6 września 2007 roku.

## Obsada
Źródło: Filmweb

- Sean Lau – Inspektor Bun
- Andy On – Inspektor Ho Ka On
- Gordon Lam – Ko Chi-wai
- Kelly Lin – May Cheung
- Kwok-Lun Lee – Wong Kwok-chu
- Choi-ning Lee – Gigi
- Flora Chan
- Cheung Siu-fai

## Nagrody i nominacje
Źródło: Internet Movie Database
| Rok  | Miejsce                                             | Nagroda                                | Kategoria                              | Odbiorcy i nominowani  | Wynik     |
| ---- | --------------------------------------------------- | -------------------------------------- | -------------------------------------- | ---------------------- | --------- |
| 2007 | Kataloński Międzynarodowy Festiwal Filmowy w Sitges | Orient Express Award – Special Mention |                                        | Johnnie To, Wai Ka-Fai | Wygrana   |
| 2007 | 64. MFF w Wenecji                                   | Złoty Lew                              |                                        | Johnnie To, Wai Ka-Fai | Nominacja |
| 2008 | Udine Far East Film Festival                        | Black Dragon Audience Award            |                                        | Johnnie To, Wai Ka-Fai | Wygrana   |
| 2008 | Asian Film Awards                                   | Asian Film Award                       | Best Screenwriter                      | Wai Ka-Fai, Au Kin-Yee | Wygrana   |
| 2008 | Hong Kong Film Critics Society Awards               | Film of Merit                          |                                        |                        | Wygrana   |
| 2008 | Hong Kong Film Critics Society Awards               | Hong Kong Film Critics Society Award   | Best Screenplay                        | Wai Ka-Fai, Au Kin-Yee | Wygrana   |
| 2008 | Hong Kong Film Awards                               | Hong Kong Film Award                   | Best Screenplay                        | Wai Ka-Fai, Au Kin-Yee | Wygrana   |
| 2008 | Hong Kong Film Awards                               | Hong Kong Film Award                   | Best Picture                           | Johnnie To, Wai Ka-Fai | Nominacja |
| 2008 | Hong Kong Film Awards                               | Hong Kong Film Award                   | Best Actor                             | Sean Lau               | Nominacja |
| 2008 | Hong Kong Film Awards                               | Hong Kong Film Award                   | Best Director                          | Johnnie To, Wai Ka-Fai | Nominacja |
| 2008 | Hong Kong Film Awards                               | Hong Kong Film Award                   | Best Cinematography                    | Cheng Siu-Keung        | Nominacja |
| 2008 | Hong Kong Film Awards                               | Hong Kong Film Award                   | Best Film Editing                      | Tina Baz               | Nominacja |
| 2008 | Hong Kong Film Awards                               | Hong Kong Film Award                   | Best Costume Design and Make Up Design | Stanley Cheung         | Nominacja |
| 2008 | Hong Kong Film Awards                               | Hong Kong Film Award                   | Best Visual Effects                    | Raymond Man            | Nominacja |